# John Adam Hopwood
John Adam Hopwood, britanski general, * 1910, † 1987.